# St. Bonifatius (Düsseldorf-Bilk)

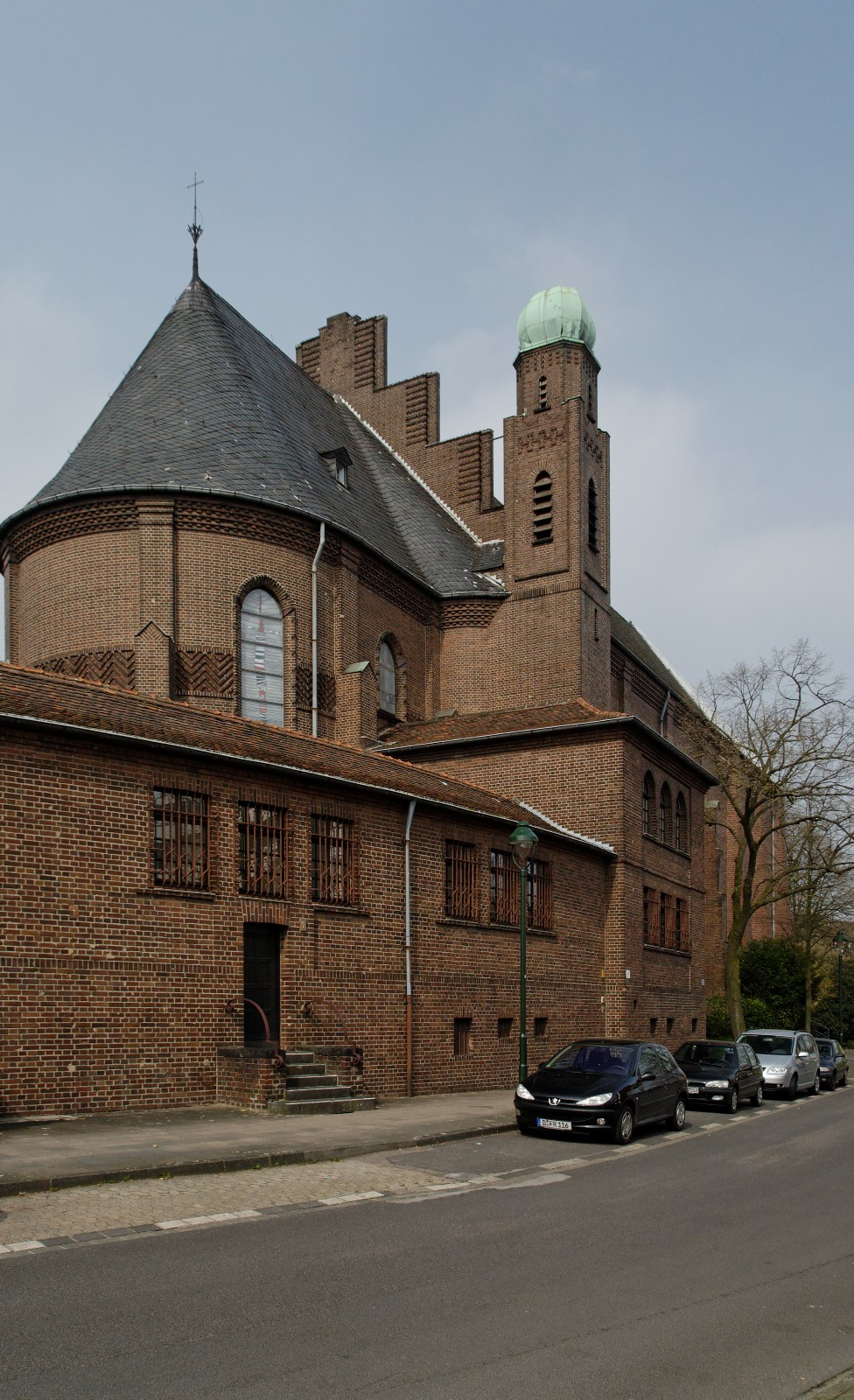
St.-Bonifatius-Kirche

Die Pfarrkirche St. Bonifatius in Düsseldorf-Bilk wurde ursprünglich als Filialkirche von St. Martin erbaut.

## Geschichte
Auf Grund des schnellen Wachstums der Pfarrgemeinde St. Martin versuchte der dortige Pfarrer bereits 1924 eine Filialkirche zu gründen, verstarb jedoch noch im selben Jahr. Sein Nachfolger nahm die Pläne 1926 wieder auf, so dass der erste Spatenstich 1927 erfolgte. Bereits 1926 besaß St. Bonifatius einen Männerchor. 1928 wurde die Bonifatiuskirche geweiht und zur Rektoratskirche erhoben; 1930 wird sie dann zur selbstständigen Pfarrkirche.
1942 brannte der Dachstuhl infolge von Bombardierungen aus. Zunächst wurden die Gottesdienste nach Alt St. Martin verlegt, und nachdem auch diese Kirche getroffen wurde, in die unzerstörte Sakristei der Bonifatiuskirche. Eine umfangreiche Beseitigung der Kriegsschäden fand 1950 statt. Ab 1952 wurde die Kirche ausgebaut und umgestaltet nach Plänen des Architekten Paul Schneider-Esleben, dessen Vater Franz Schneider St. Bonifatius entworfen hatte.
1951 fand eine Gemeindemission statt, die von Jesuiten gehalten wurde. Bereits seit 1974 gibt es in der Pfarrei St. Bonifatius auch weibliche Messdiener. 2008 begann die Kooperation der Bilker Pfarrgemeinden St. Bonifatius, St. Suitbertus und St. Ludger, die bereits seit 2003 einen Pfarrverband bildeten, sowie St. Blasius in Hamm, St. Dionysius in Volmerswerth und Schmerzreiche Mutter in Flehe in einem vergrößerten Seelsorgebereich, der ein Jahr später von einem Pfarrer geleitet und schließlich am 1. Januar 2011 durch Fusion der Pfarreien in die vergrößerte Pfarrgemeinde St. Bonifatius überführt wurde. In der Gemeinde St. Bonifatius wird eine intensive, ehrenamtliche Jugendarbeit betrieben, an der Messdiener und Pfadfinder gleichermaßen beteiligt sind.

## Glocken
Das Geläut der Bonifatiuskirche besteht aus drei Bronzeglocken. Sie wurden alle 1954 von Hans Hüesker bei der Gießerei Petit & Gebr. Edelbrock in Gescher gegossen.
| Nr. | Patron     | Durchmesser | Gewicht | Nominal |
| --- | ---------- | ----------- | ------- | ------- |
| 1   | Roberto    | 910 mm      | 460 kg  | a¹-1    |
| 2   | Bonifatius | 798 mm      | 058 kg  | h¹-1    |
| 3   | Theresia   | 708 mm      | 049 kg  | cis²-1  |

Das Läutemotiv ist „Pater Noster“.

## Orgel
Die Orgel wurde 1957 von dem Orgelbauer Romanus Seifert & Sohn erbaut. Das Kegelladen-Instrument hat 34 Register auf zwei Manualen und Pedal. Die Spiel- und Registertrakturen sind elektrisch.
| I Hauptwerk C–g3 |                 |        |
| 1.               | Bordun          | 16′    |
| 2.               | Principal       | 8′     |
| 3.               | Harmonieflöte   | 8′     |
| 4.               | Zartflöte       | 8′     |
| 5.               | Oktave          | 4′     |
| 6.               | Waldflöte       | 4′     |
| 7.               | Schwegel        | 2′     |
| 8.               | Terz            | 1 3⁄5′ |
| 9.               | Rauschpfeife II |        |
| 10.              | Mixtur IV       |        |
| 11.              | Trompete        | 8′     |

| II Rückpositiv C–g3 |                 |       |
| 12.                 | Rohrflöte       | 8′    |
| 13.                 | Quintadena      | 8′    |
| 14.                 | Koppelflöte     | 4′    |
| 15.                 | Nasat           | 2 ⁄3′ |
| 16.                 | Prinzipal       | 2′    |
| 17.                 | Sifflöte        | 1′    |
| 18.                 | Quintcymbel III |       |
| 19.                 | Krummhorn       | 8′    |
|                     | Tremulant       |       |

| III Schwellwerk C–g3 |                |       |
| 20.                  | Gedackt        | 8′    |
| 21.                  | Salicional     | 8′    |
| 22.                  | Prinzipal      | 4′    |
| 23.                  | Nachthorn      | 4′    |
| 24.                  | Oktävlein      | 2′    |
| 25.                  | Quinte         | 1 ⁄3′ |
| 26.                  | Scharff III–IV |       |
| 27.                  | Oboe           | 8′    |

| Pedal C–f1 |            |     |
| 28.        | Principal  | 16′ |
| 29.        | Subbass    | 16′ |
| 30.        | Oktavbass  | 8′  |
| 31.        | Gedackt    | 8′  |
| 32.        | Choralbass | 4′  |
| 33.        | Quintade   | 2′  |
| 34.        | Posaune    | 16′ |

- Koppeln: II/I, III/I, III/II, I/P, II/P, III/P